# Charles-Octave Lévy
Charles-Octave Lévy, né à Paris le 20 avril 1840 où il est mort dans le 11e arrondissement le 28 avril 1899, fut élève d'Armand Toussaint, et exposa plusieurs statuettes au Salon, de 1873 à 1898. Il obtint une mention honorable en 1887 et une médaille de troisième classe en 1889. Il mourut en 1899.

## Œuvres
- Portrait de Mlle L... Médaillon en plâtre. Salon de 1873 (n° 1768).
- Portrait de Mlle B. P... Statuette en plâtre. Salon de 1878 (n° 4412).
- Faneur. Statuette en plâtre. Salon de 1887 (n°4226). Cette œuvre reparut, en bronze, au Salon de 1890 (n° 4166).
- Source. Statuette en plâtre. Salon de 1888 (n° 4367).
- Prisonnier. Statue en plâtre. Salon de 1889 (n°4645).
- Naïade. Statuette en marbre. Salon de 1889 (n° 4646).
- Captif. Statuette en bronze. Salon de 1890 (n°4165).
- Le Réveil. Statuette en marbre. Salon de 1896 (n° 3622j.
- La Paix. Statuette en plâtre. Salon de 1898 (n° 3604).